# Lenguas indígenas de América del Sur

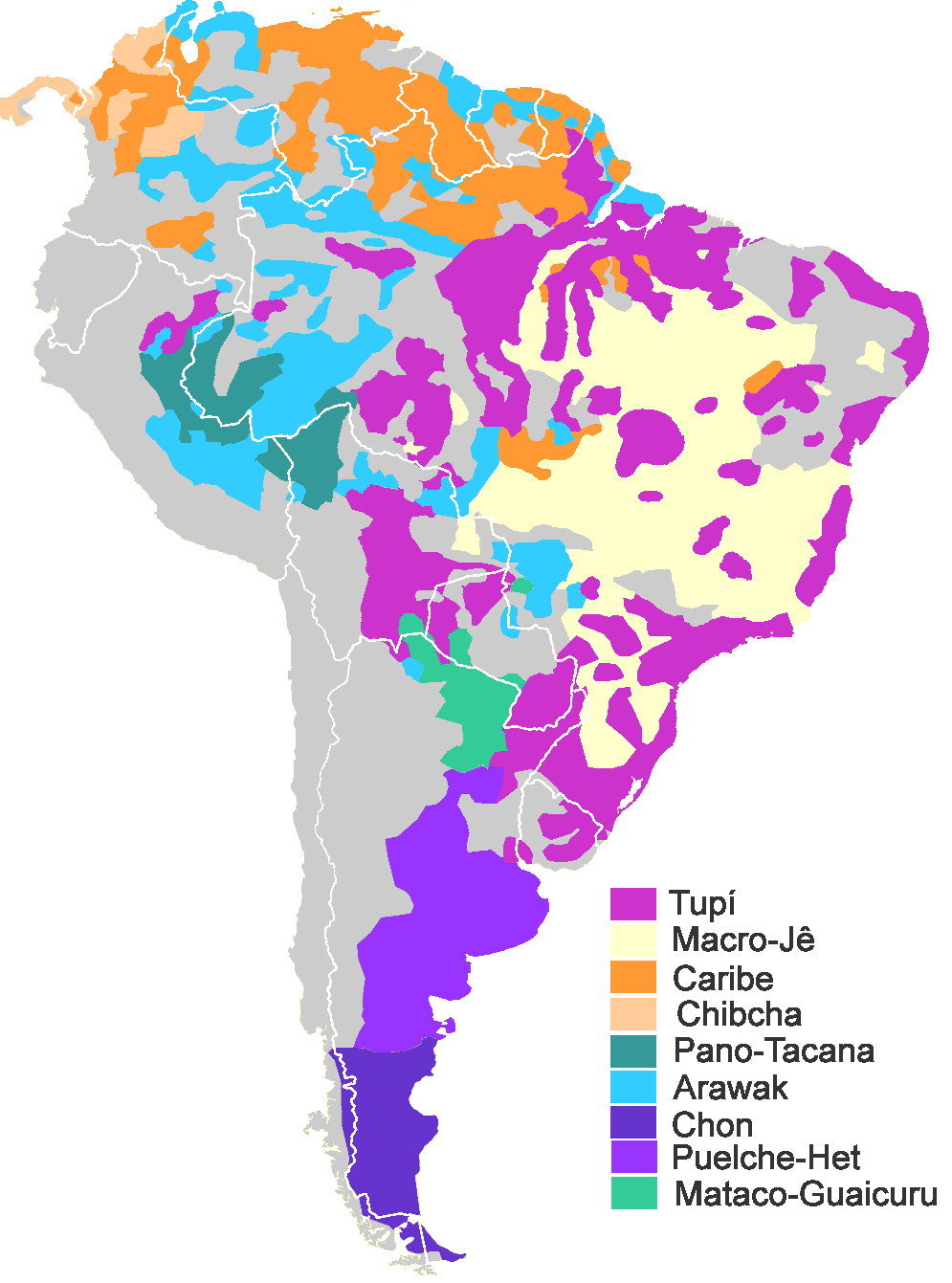
Las principales familias de América del Sur (exceptuando el quechua, aimara y mapudungun).

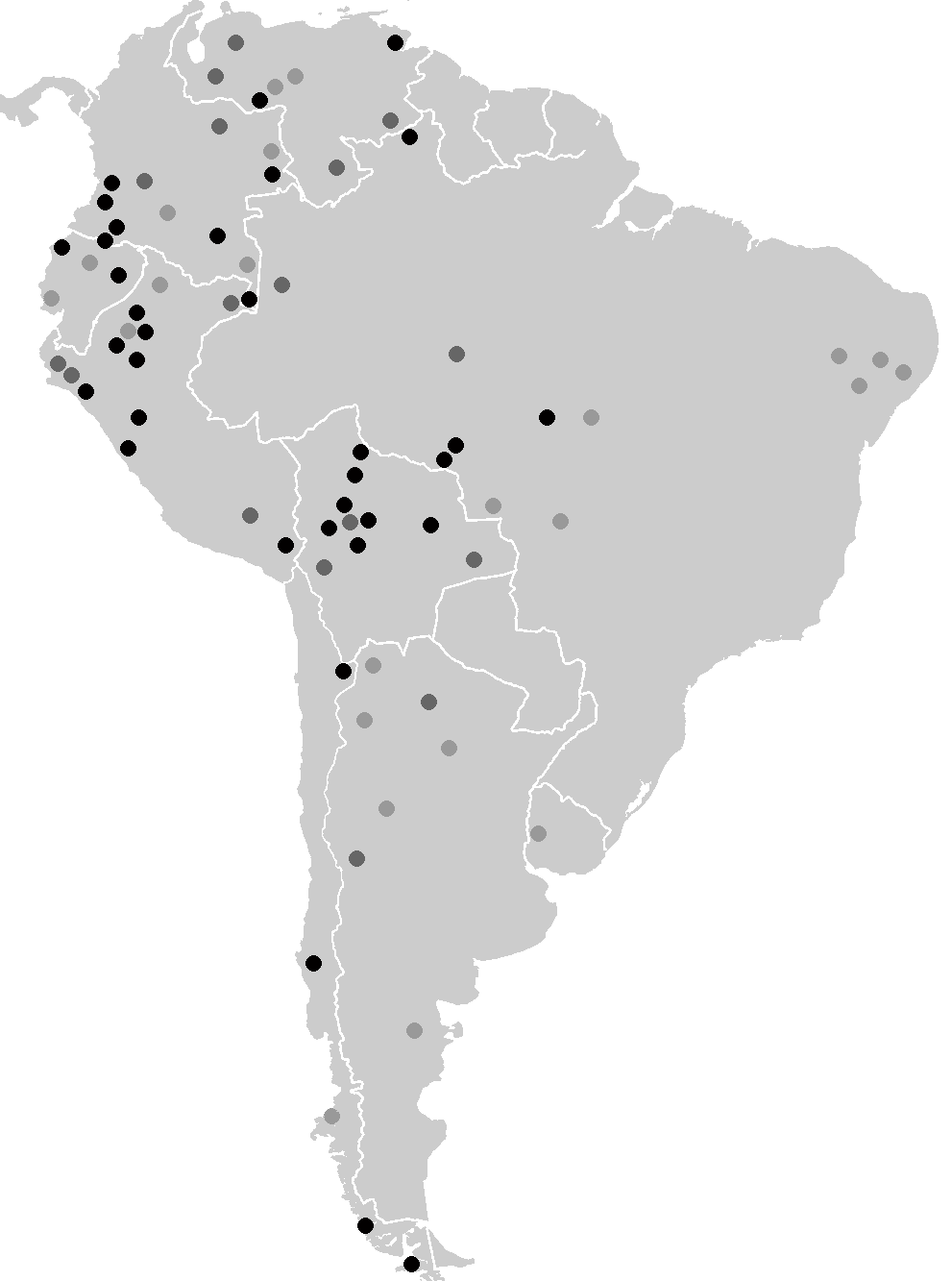
Lenguas aisladas (negro), casi-aisladas (gris oscuro) y de clasificación dudosa (gris claro) de América del Sur.

Las lenguas autóctonas de Sudamérica son aquellas cuyo origen se remonta a época precolombina. El subcontinente tiene una gran diversidad lingüística pero el número de hablantes de lenguas autóctonas está disminuyendo, estimándose que podría llegar a ser una de las regiones lingüísticamente menos diversas del planeta.
Se conocen unas 600 lenguas autóctonas para América del Sur, Centroamérica y las Antillas (ver Listado de lenguas indígenas de América del Sur), aunque la cifra real de lenguas existentes en el pasado podría haber sido sustancialmente mayor.

## Orígenes
Las lenguas autóctonas de Sudamérica, Centroamérica y las Antillas cubrían totalmente el subcontinente y las Antillas a principios del siglo XVI. Las estimaciones de población total son muy imprecisas, oscilando entre diez y veinte millones de habitantes. A principios de 1980 había unos 16 millones de hablantes de lenguas autóctonas, tres cuartas partes de los mismos vivía en los Andes centrales.
El número de tribus y grupos étnicos existentes es de alrededor de 1500, aunque algunos autores han sugerido que podrían llegar a los 2000. Sin embargo, no se puede asegurar que cada uno de esos grupos poseyese una lengua diferente, por lo que esas cifras seguramente señalen la cota superior para el número de lenguas habladas. Para muchos de los grupos históricos conocidos no se tiene registro de su lengua y muchos de ellos están extintos en la actualidad. Solamente se tiene algún tipo de registro de unas 550 o 600 lenguas, estando unas 180 de ellas totalmente extintas en la actualidad. En muchos casos, lo fragmentario de los registros no permite decidir si se trata de lenguas diferentes o de dialectos divergentes aunque mutuamente inteligibles de una misma lengua.

### Relaciones con Norteamérica y Mesoamérica
Puesto que los indígenas de América del Sur proceden históricamente de América del Norte, el problema del origen implica buscar parentescos genéticos y lingüísticos con los grupos indígenas de América del Norte y Mesoamérica. Actualmente la única familia lingüística de América del Sur que muestra parentesco con lenguas situadas fuera de esa región son las lenguas chibchas, para las que se ha aportado cierta evidencia de que están emparentadas con las lenguas misumalpas y lencas, de Centroamérica. En los años 1970 se propuso que las lenguas uru-chipaya de Bolivia pudieran estar relacionadas con las lenguas mayas de Mesoamérica, pero si bien esta propuesta tuvo cierta aceptación inicial, Campbell argumentó muy contundentemente contra ella.

### Estudio de las lenguas sudamericanas
La primera gramática de una lengua sudamericana fue la del quechua clásico que publicó Domingo de Santo Tomás en 1560. Los misioneros del siglos XVII y primera mitad del XVIII llevaron a cabo una intensa actividad de recopilación de datos, redacción de gramáticas (llamadas usualmente artes de la lengua), diccionarios y catecismos con el fin de evangelizar y someter a los pueblos indígenas. También aparece una buena cantidad de registros lingüísticos en crónicas e informes oficiales. Gran parte de la información de este período fue resumida por Lorenzo Hervás y Panduro en su obra Idea dell'universo (1778-87) y en la obra de Christoph Adelung y Johan Severin Vater Mithridates (1806-17). Posteriormente la mayor parte de la información recogida de primera mano fue recopilada por etnógrafos en la primera mitad del siglo XX. A pesar de la magnitud y del carácter fundamental de los trabajos de este período, su calidad técnica está por debajo del llevado a cabo en otras partes del mundo. Razón por la cual Sudamérica, junto con Nueva Guinea, fue una de las partes peor conocidas desde el punto de vista lingüístico.
Desde los años 1940 el número de trabajos sobre lenguas de Sudamérica creció de manera importante, y fue llevado a cabo fundamentalmente por lingüistas y misioneros bien formados en lingüística. Sin embargo, aún existen muchas lagunas importantes que afectan al nivel descriptivo y pocas lenguas han sido ampliamente descritas. Eso ha perjudicado el trabajo comparativo, histórico y tipológico de las lenguas de América del Sur. El trabajo descriptico ha tenido problema debido a la escasez de lingüistas y la rápida extinción de muchas lenguas, frecuentemente situadas en áreas remotas y difícilmente accesibles que requieren un estudio urgente antes de que desparezcan completamente. Estas lenguas presentan interés científico ya que su vocabulario refleja la cultura tradicional, y contiene datos importantes sobre la fauna, la flora y la historia local de regiones poco conocidas. Además, en algunos países los indígenas tienen derecho a la educación bilingüe y para que esa educación tenga éxito es importante contar con buenos materiales descriptivos de las lenguas indígenas.

### Urheimatde algunas familias lingüísticas
Para algunas de las principales familias lingüísticas de América del Sur se han propuesto centros iniciales o Urheimats, a partir de los que se difundieron. Así, por ejemplo, parece bastante claro que las lenguas tupí se expandieron desde Rondônia, que es la zona de mayor diversificación, de hecho la práctica totalidad de las lenguas tupí de fuera de Rondônia pertenecen a solo una rama de las nueve ramas que forman la familia tupí. Este principio de que el área originaria de una familia lingüística suele ser también la de mayor diversificación, ha sido cuestionado por algunos autores, aunque es uno de los principales instrumentos para proponer un área de expansión originaria para la mayoría de familias lingüísticas.
Recientemente se ha demostrado la relación filogenética entre las lenguas chibchas, las lenguas lencas y las lenguas misumalpa, lo cual sugiere que estas lenguas se originaron en una región cercana al sur del área mesoamericana y por tanto las lenguas chibchas se habrán expandido desde el norte hacia Panamá y noreste de Colombia. Igualmente se conjetura que las lenguas caribes se habrían expandido de oeste a este y de ahí algunos grupos se desplazaron hacia la Amazonia oriental y otros hacia las islas del Caribe por donde se estaban expandiendo en el siglo XV, a la llegada de los europeos a América.

## Clasificación
Aunque algunas de las clasificaciones se basan en criterios geográficos, etnográficos o culturales, estos métodos no son válidos desde el punto de vista lingüístico, por más que en ocasiones haya correlación entre ellos y el genuino parentesco filogenético. La correlación anterior se mantiene solo en ramas o subgrupos, pero dentro de las familias lingüísticas más extensas y diversificadas la correlación entre similitud cultural y parentesco lingüístico se reduce notablemente, llegando a ser azarosa y arbitraria. Aunque familias como las lenguas caribes o las lenguas tupí están formadas por pueblos con culturas típicas de la selva tropical, existen pueblos que hablan lenguas tupí como los guayakís y los sirionó que tienen culturas muy diferentes de las de la selva tropical. E igualmente, los pueblos de un área cultural homogénea como las laderas orientales de los Andes, de hecho pertenecen a familias lingüísticas no relacionadas. Del mismo modo, las lenguas aisladas o familias menos diversificadas tienden a concentrarse en áreas marginales, en tanto el quechua, que es una familia de unas pocas lenguas no muy diversas, ocupa un lugar muy destacado tanto desde el punto de vista histórico como demográfico.

### Problemas en la clasificación
La mayor parte de la clasificación propiamente lingüística de las lenguas de América del Sur se ha hecho sobre la base de listas de vocabulario y algunos rasgos gramaticales. Ese procedimiento si bien lleva al reconocimiento claro de los grupos genéticos de último nivel no permite distinguir bien las coincidencias y los préstamos léxicos de las palabras retenidas de la protolengua común. También la glotocronología, que es más criticable para encontrar relaciones de niveles más altos, se ha usado extensivamente. Solo muy recientemente se ha aplicado el método comparativo de forma cuidadosa y paciente para encontrar relaciones entre los subgrupos filogenéticos identificables a partir de una simple lista de vocabulario. Por esa razón, las clasificaciones filogenéticas de las lenguas de América distan mucho de ser definitivas, y las mejores de ellas en el mejor de los casos son solo una aproximación a los parentescos reales. Por esa razón muchas familias propuestas como Lenguas macroarahuacanas o las Hipótesis chibchano-paezana son cuestionables porque existe la evidencia en su favor es esporádica, discutible y poco sólida.
El número de lenguas muertas con registros escasos es también muy alto entre las lenguas de América del Sur. Esas lenguas frecuentemente se etiquetan como lenguas no clasificadas, cuando en realidad son inclasificables ya que el material registrado depende de interpretaciones filológicas no verificables y de datos demasiado escasos con los que no es posible establecer un parentesco de manera inequívoca, como sucede con las lenguas vivas para las que se pueden recabar datos en número suficiente para decidir si están emparentadas con otras lenguas o se trata de genuinas lenguas aisladas.
Otra dificultad importante es la multiplicidad de nombres usados para las lenguas sudamericanas. Muchas veces los nombres reflejan convenciones ortográficas de diferentes lenguas europeas (español, portugués, inglés) o simplemente el capricho de cada autor a la hora de referirse a una lengua de entre los nombres de tribus, dialectos o grupos relacionados con esa lengua. Existen casos de lenguas ficticias que aparecen en las clasificaciones, cuando en realidad es una denominación alternativa para otra lengua, en otros casos no es posible decidir si dos nombres diferentes representan dos lenguas diferentes o dialectos cercanos de la misma lengua. Y viceversa, a veces un mismo nombre ha sido usado para referirse a lenguas no relacionadas, por ejemplo el término "catuquina" puede referirse a una familia de lenguas, al idioma katukina una lengua particular de la familia catuquina o a otra lengua de la familia pano-tacana, y aun el catuquinarú parece haber sido un grupo que hablaba una lengua tupí. Igualmente los términos "tapuya" un término tupí para 'enemigo' se ha aplicado a muchas lenguas no relacionadas. La falta de estandirización ortográfica y la multiplicidad de nombres para una misma lengua a veces hace difícil comparar entre sí clasificaciones de diferentes autores.

### Clasificaciones importantes
La primera clasificación bien fundamentada y que usaba datos propiamente lingüísticos es la del antropólogo estadounidense D. G. Brinton (1891), que reconocía 73 familias sobre la base de semejanzas gramaticales y una breve lista de vocabulario. En 1913, otro antropólogo, Alexander Chamberlain, publicó una clasificación muy influyente que durante muchos años fue considerada como una referencia básica, aunque dicha clasificación no daba demasiados detalles sobre su fundamentación. La clasificación del antropólogo francés Paul Rivet (1924) superó en mucho a todas las anteriores, proporcionando una gran cantidad de datos lingüísticos y evidencias hasta entonces inéditas; esta clasificación reconocía 77 familias y se basaba en similitudes léxicas. El americanista checo Čestmír Loukotka contribuyó con dos clasificaciones más (1935, 1944). En la misma línea de Rivet, la primera de ellas ampliaba el número de familias a 94 y la segunda revisaba la anterior y reconocía 114 familias. El mayor número de familias en Loukotka se debía al descubrimiento de nuevas lenguas y a que este autor separó como familias diferentes algunos de los grupos más inseguros en la clasificación de Rivet. Rivet y Loukotka trabajaron juntos en una nueva clasificación (1952) que proponía 108 familias. Durante gran parte de la segunda mitad del siglo XX, la clasificación de referencia fue una posterior revisión de Loukotka (1968) que fijaba el número de familias en 117.
Otras clasificaciones existentes son la de Joseph Greenberg (1956) revisada posteriormente (1987), la de Morris Swadesh (1964) y la de Jorge Suárez (1973). Estas proponen una reducción del número de subgrupos y al menos los dos primeros autores aceptan la hipótesis amerindia, de que, en último término, todas las familias de América (excepto el eskimo-aleutiano y el na-dené) están relacionadas. Estas clasificaciones han sido muy criticadas por la mayoría de americanistas, que prefieren las clasificaciones más conservadoras y por tanto más seguras, aunque incluyan un elevado número de familias. Más recientemente Terrence Kaufman (1994) y Lyle Campbell (1997) han propuesto sus propias clasificaciones, el primero más en la línea de Greenber y Swadesh ("mergers") y el segundo más en la línea de Loukotka ("splitters").
Una clasificación de compromiso divide a las lenguas sudamericanas en unas 40 familias formadas por varios elementos y un número importante de lenguas aisladas. Entre las familias bien establecidas están:
1. Lenguas aimaraicas (3)
2. Lenguas arauanas (8)
3. Lenguas arawak (64)
4. Lenguas arutani-sapé (2)
5. Lenguas barbacoanas (11)
6. Lenguas bora-witoto (6)
7. Lenguas cahuapananas (2)
8. Lenguas caribe (32)
9. lenguas cañar-puruhá (2,†)
10. Lenguas chapacura-wanham (5)
11. Lenguas charrúas (10)
12. Lenguas chibchas (22)
13. Lenguas chocó (12)
14. Lenguas chon (2)
15. Lenguas guahibanas (5)
16. Lenguas harakmbet (2)
17. Lenguas hibito-cholón (2)
18. Lenguas jivaroanas (4)
19. Lenguas jirajaranas (7,†)
20. Lenguas lule-vilela (2)
21. Lenguas macro-yê (32)
22. Lenguas makú (6)
23. Lenguas mascoyanas (5)
24. Lenguas mataco-guaicurú (11)
25. Lenguas mura-pirahã (4)
26. Lenguas nambicuaranas (3)
27. Lenguas pano-tacanas (33)
28. Lenguas peba-yagua (2)
29. Lenguas quechuas (46)
30. Lenguas salibanas (3)
31. Lenguas tallán-sechura (3,†)
32. Lenguas timote-cuica (2,†)
33. Lenguas tinigua-pamigua (3)
34. Lenguas tucanas (25)
35. Lenguas tupí (76)
36. Lenguas uru-chipaya (2)
37. Lenguas yanomami (4)
38. Lenguas zamucoanas (2)
39. Lenguas záparo (7)

Las lenguas aisladas o no clasificadas incluirían:
1. Aguano [NC,†]
2. Aikaná [A]
3. Andaquí [NC,†]
4. Alacalufe (Qawasqar) [A]
5. Andoque (Andoke) [A]
6. Arára [†]
7. Baena [NC,†]
8. Bagua [NC,†]
9. Betoi<!R0> [A,†]
10. Bolona [NC,†]
11. Candoshi [A]
12. Canichana (Canesi, Kanichana) [A,†]
13. Camsá (Sibundoy, Coche, Kamsá) [A,†]
14. Carabayo (Yurí, Aroje, Macusa) [NC,†]
15. Cayubaba o Cayuvava [A]
16. Chacha [NC,†]
17. Cofán<!R1> [A]
18. Colima [NC,†]
19. Comechingón [NC,†]
20. Copallén [NC,†]
21. Cueva (Panamá: costa Pacífica, †) [NC,†]
22. Culle [NC,†]
23. Esmeralda (Takame) [A,†]
24. Gamela [NC,†]
25. Gorgotoqui [NC,†]
26. Guamo (Wamo) [A,†]
27. Hoti Makú? [NC/Makú?,†]
28. Huancavilca [NC,†]
29. Huaorani (Waorani, Auca, Sabela) [A]
30. Huarpe [A,†]
31. Humahuaca [NC,†]
32. Irantxe [NC]
33. Itonama (Saramo, Machoto) [A,†]
34. Kambiwá [NC,†]
35. Katembrí (Kiriri, Kariri) [NC,†]
36. Kapixaná (Kanoé, Kapishaná) [A]
37. Karahawyana (Brasil: Amazonas) [NC,,†]
38. Koayá (Kwazá) [A]
39. Korubo [NC]
40. Kukurá [NC,†]
41. Kunza (Atacama, Atacameño, Lipe). [A,†]
42. Leco (Lapalapa, Leko) [A,†]
43. Maku [NC]
44. Malibú [NC,†]
45. Mapudungun [A]
46. Matanawí (?) [NC,†]
47. Mocaná [NC,†]
48. Movima [A]
49. Muniche (Muniche) [A,†]
50. Muzo (Colombia [NC,†]
51. Natú [NC,†]
52. Omurano (Mayna, Mumurana) [A,†]
53. Oti (Chavante) [NC,†]
54. Otomaco (Taparita) [NC,†]
55. Páez (Nasa Yuwe) [A]
56. Palta [NC/Jivaroano?,†]
57. Panche [NC,†]
58. Pankararú [NC,†]
59. Panzaleo (Latacunga, Quito, Pansaleo) [NC,†]
60. Pijao (Natagaima, Coyaima) [NC,†]
61. Puelche (Guenaken, Gennaken) [A,†]
62. Pumé (Yaruro, Yuapín) [A]
63. Puquina [A,†]
64. Quingnam [A,†]
65. Sacata [NC,†]
66. Sanavirón [NC,†]
67. Tabancale [NC,†]
68. Tarairiú [NC,†]
69. Taruma [NC,†]
70. Taushiro (Pinchi, Pinche) [A]
71. Tekiraka(Avishiri) [A]
72. Ticuna (Magta, Tikuna, Tukna, Tukuna) [A]
73. Tremembé (Teremembé) [NC,†]
74. Trumaí [A]
75. Tuxá [NC,†]
76. Uamué [NC,†]
77. Umbrá (Colombia: Caldas, Risaralda) [NC,†]
78. Urarina (Shimacu, Itukale) [A]
79. Warao (Guarao, Warraw, Guarauno) [A]
80. Yámana (Yahgán, Tequenica, Háusi Kúta) [A]
81. Yarí [NC]
82. Yuracaré (Yura) [A]
83. Yurí [NC]
84. Yurumanguí (Yirimangi) [NC,†]

## Características lingüísticas
Las lenguas de Sudamérica son enormemente diversas y no existen características comunes a todas ellas ya que pertenecen a familias lingüísticas diferentes y en conjunto no forman un área lingüística única donde haya habido convergencia a ciertos rasgos comunes. Las características comunes más frecuentes son similares a las que se encuentran para el resto del mundo, por lo que no existen peculiaridades de las lenguas de Sudamérica.

### Gramática
Al igual que sucede a nivel mundial, la mayoría de lenguas de Sudamérica son predominantemente sufijantes como las lenguas andinas y las lenguas bora-witoto. También es frecuente encontrar lenguas aglutinantes que usan muchos sufijos y algunos pocos prefijos como sucede con las lenguas arawak y las lenguas pano-tacanas. Algunas familias de lenguas usan prefijos y sufijos, pero unos pocos por palabra como sucede en las lenguas caribes, tupíes y macro-yê (curiosamente recientemente se ha propuesto que estas tres familias podrían formar una superfamilia yê-tupí-caribe). Algunas pocas lenguas usan extensivamente prefijos y aun en mayor medida sufijos, como las lenguas hibito-cholón. No se han encontrado lenguas que usen exclusivamente prefijos para marcar las relaciones gramaticales. Las lenguas aislantes, que prácticamente carecen de afijos, como el selknam y el tehuelche, son bastante escasas en América del Sur.
La complejidad morfológica de las palabras varía enormemente, en guaraní (f. tupí) el promedio es de tres morfemas, mientras que en piro (f. arawak) es de seis morfemas. En yuracaré muchas palabras se forman por reduplicación, un procedimiento usado sistemáticamente también en las lenguas tupí. La composición se da muy frecuentemente, al igual que en el resto del mundo, aunque es un procedimiento raro en las lenguas chon que son altamente aislantes. La incorporación nominal en el verbo es también frecuente en América. En cuanto a los tipos morfológicos clásicos entre las lenguas aglutinantes se encuentran el quechua, las lenguas pano-tacanas o el mapuche. Las lenguas caribes y las tupíes son ligeramente fusionantes, y las lenguas chon son el caso más claro de lenguas aislantes.
Las lenguas guaicurú (f. mataco-guaicurú) tienen distinción de género gramatical en el nombre, aunque otras lengua poseen morfemas especiales para diferenciar masculino y femenino en las marcas de persona del verbo (arawak, witoto, tucano), aunque las lenguas sin distinción de género gramatical son las más numerosas, al igual que en el resto del mundo. En cuanto al número gramatical, la distinción entre singular y plural es opcional en la tercera persona de muchas lenguas caribes y tupíes, mientras que el mapuche y el yámana distingue obligatoriamente el singular, del dual y del plural. El caso gramatical se indica generalmente mediante sufijos o postposiciones, más frecuentemente que con preposiciones. Los clasificadores nominales que clasifican los nombres según la forma del objeto o la manera como aparecen naturalmente, son frecuentes en las lenguas chibchas, tucanas y waicanas. También es común en algunas lenguas (guaicurú, mataco, cocama) que algunas palabras tengan formas diferentes si quien habla es hombre o mujer.
En los pronombres personales es frecuente la distinción de inclusividad en la primera persona del plural. También es frecuente marcar en la tercera persona si el referente está presente o ausente, sentado o de pie y otras distinciones accidentales similares (movima, guaicurú). La posesión se indica mediante prefijos o sufijos. Los sistemas en los que las marcas de posesión del nombre coinciden con las marcas de sujeto de los verbos intransitivos son bastante frecuentes.
En el verbo es común marcar tanto la persona del sujeto, como la persona del objeto, como la negación dentro de la misma forma verbal. El aspecto gramatical y el tiempo gramatical se registran en prácticamente todas lenguas, aunque su realización varía grandemente de unas lenguas a otras: en aguaruna hay una forma de futuro frente a tres formas de pasado que se diferencian según la distancia relativa en el tiempo, mientras que el guaraní diferencias formas de futuro de formas de no-futuro. Otras lenguas como el jébero expresan básicamente el modo gramatical, siendo las otras categorías verbales menos importantes. También es muy frecuente el uso de direccionales o afijos que indican movimiento respecto al hablante o al oyente o la localización en la acción verbal (quechua, záparo, itonama). Otros afijos que se dan son "modales" de como se lleva a cabo la acción (golpeando, mordiendo, caminando, ...), éstos aparecen en jébero o ticuna. El caribe además indica si una acción se llevó a cabo colectivamente o individualmente. Para la predicación nominal es frecuente el uso de oraciones ecuativas, formadas por la yuxtaposición simple de sujeto y atributo son comunes en muchas lenguas, esto contrasta con las lenguas europeas que frecuentemente usan verbos copulativos en este tipo de predicaciones.

### Fonología
Al igual que sucede con la gramática no hay características comunes a las lenguas de Sudamérica. Existe mucha variación en el número de fonemas: en jaqaru (f. aru) se distinguen 42 fonemas segmentales, mientras que en campa (f. arawak) se distinguen solo 17. El jaqaru tiene 36 consonantes mientras que el makushí (f. caribe) solo 11; algunas variedades quechuas tienen solo tres vocales, mientras que el apinayé (f. yê) tiene diez vocales orales y siete vocales nasales más.
Un dialecto del tucano distingue solo tres puntos de articulación, mientras que el chipaya distingue nueve puntos de articulación. Las oclusivas sordas /p, t, k/ aparecen prácticamente en todas las lenguas mientras que las correspondientes sonoras /b, d, g/ frecuentemente están ausentes, y más frecuentemente pueden faltar fricativas como /f, v, z/. Las oclusivas glotalizadas aparecen en las lenguas andinas y en las lenguas chibchas. Las aspiradas se dan en lenguas quechuas y lenguas aru, pero en general son poco frecuentes. Tampoco las consonantes palatalizadas del puinave son muy frecuentes. La distinción entre velares y postvelares se da en quechua, aru y chon; mientras que la diferencia entre velares y labiovelares aparece en tacana y siona. Las consonantes retroflejas son poco frecuentes aunque aparecen en lenguas pano-tacanas y lenguas uru-chipayas.
Los sistemas vocálicos con vocales nasales son frecuentes (f. macro-yê, f. salibana), pero en muchas lenguas la nasalidad no es una propiedad de la vocal sino de un fonema suprasegmental de la palabra (f. tupí, f. waicana). Las vocales anteriores redondeadas (ö =[ø], ü =[y]) están virtualmente ausentes, aunque sí son comunes las vocales centrales (ï  =[ɨ) y posterior no redondeada (ï =[ɯ). Las distinción entre vocales largas y breves aparecen en la familia caribe y en la familia uru-chipaya. Las vocales glotalizadas aparecen en tikuna y en la familia chon. El tono y el acento tonal son muy frecuentes en Sudamérica. De todas maneras las lenguas tonales de Sudamérica tienen sistemas simples, los sistemas más complejos son los del acaricuara (tres tonos), los del mundukurú (cuatro tonos) y los del ticuna (cinco tonos).

### Áreas lingüísticas
Existen al menos dos grandes áreas con características claramente diferentes separadas por una zona de transición, estas son el área andina y el área amazónica. Aun habiendo rasgos más frecuentes en cada una de estas áreas, las dos áreas albergan una gran diversidad lingüística estando las diferencias básicamente en la frecuencia con que aparecen ciertos rasgos en cada una de ellas.

## Lenguas por país
- Lenguas indígenas de Argentina
- Lenguas indígenas de Bolivia
- Lenguas indígenas de Brasil
- Lenguas indígenas de Colombia
- Lenguas indígenas de Chile
- Lenguas indígenas de Ecuador
- Lenguas indígenas de Paraguay
- Lenguas indígenas de Perú
- Lenguas indígenas de Venezuela